# Le Bœuf sur le toit
Le boeuf sur le toit (El bou sobre la teulada) és una composició de Darius Milhaud. Durant dos anys va viure a Rio de Janeiro i va quedar fascinat per la música brasilera tal com ho reflecteix part de les seves obres L'homme et son Desir (1918), Saudades do Brasil (1921), Scaramouche (1937), Danças de Jacaremirim (1945) o Le Globe Trotter (1957).
L'obra Le boeuf sur le toit, té forma rondó; el tema es repeteix quinze vegades i els temes intercalats són cançons populars brasileres que sonaven i es ballaven a Rio de Janeiro a principis del 1900. La peculiaritat de l'obra se centre en la politonalitat i la utilització de patrons rítmics derivats de la música popular de l'època al Brasil.

## Història

### Antecedents
El 1909, Milhaud va entrar al Conservatori de París on va ser deixeble de Berthelier, Leroux, Gedale, Dukas, D'Indy i Widor. Membre del Grup dels Sis, grup que va crear un nou estil d'entendre la música durant la primera meitat del segle xx, ja que a París es concentrava bona part dels intel·lectuals de tota classe d'art.

### Milhaud i Brasil
El compositor va ser descartat per fer el servei militar. Va fer amistat amb Henri Hoppenot, el Ministre d'Afers estrangers de França, el qual li oferix la possibilitat de treballar a l'Ambaixada Francesa al Brasil juntament amb Paul Claudel, a qui Milhaud ja havia musicat alguns poemes. No s'hi va estar gaire, des de 1917 fins al 1919. Va ser a la tonada quan va escriure Le boeuf sur le toit, tot i que l'obra no va ser estrenada fins al 1920. Aquesta estada a Brasil va influenciar tota l'obra de Milhaud. Quan Milhaud tenia 60 anys va tornar a fer un viatge a Brasil.

## SobreLe boeuf sur le toit

### O Boi no Telhado
Un ritme irresistible, una història burlesca sobre els amants joves de la gent de certa edat; una història a ritme de tango en l'ambient de carnaval de Rio de Janeiro. El nom de la cançó era O boi no telhado un tango de José Monteiro de sobrenom Zé Boiadero. Aquesta és la cançó que va sentir Milhaud a Brasil i la que va utilitzar per Le boeuf sur le toit.

### Poetes, músics, compositors i festa
Milhaud tenia relació amb poetes, músics i molts dels artistes de principis del segle xx. Tots aquests artistes tenien per costum relacionar-se de manera habitual en bars i feien petites mostres del seu art; pintures, poemes, música i filosofia. La Gaya, propietat de Louis Moysés (que posteriorment serà Boeuf sur le Toit actualment encara obert) era un bar on músics d'arreu feien mostra del seu art i en especial del jazz. Va ser aquí on Jean Cocteau i Milhaud coincidien molt sovint amb el Grup dels sis.

### Un trio magnífic
Darius Milhaud va parlar amb el seu amic Jean Cocteau i li va explicar que Le boeuf sur le toit podria ser una obra per una pel·lícula de Charles Chaplin anomenada Cinema Simphonie  i que a més podia ser interpretada per una orquestra clàssica, una banda reduïda o piano segons el pressupost. Cocteau però, li va fer un llibret i li va proposar fer un Ballet-Pantomima. A l'escenografia la va fer Raoul Dufy.

### Personatges
Per representar l'obra van decidir contractar els germans Fratellini, uns pallassos del Circ Medráno. Els actors duien unes màscares en el cap quasi com formant part de l'escenari com sovint Cocteau feia a les seves obres.

## Instrumentació
La instrumentació consta de:
- Dues flautes, una piccolo doblada
- Un oboè
- Dos clarinets en Bb
- Un fagot
- Dos trompes en F
- Dos trompetes en C
- Un trombó
- Dos violins
- Cellos
- Contrabaixos
- Un percussionista: Guiro, tambourine, bombo, plats

## Estructura
| Número de Melodia | Secció                                                   | Compositor                  | Tonalitat  | Personatge              |
| ----------------- | -------------------------------------------------------- | --------------------------- | ---------- | ----------------------- |
| Secció 1          |                                                          |                             |            |                         |
|                   | Rondó 1                                                  | Darius Milhaud              | Do Major   | Cambrer                 |
| 1                 | Sao Paolo Futuro - A (maxixe curtindo; 1914)             | Marcelo Tupinambá           | do menor   | Entrada dels Negres     |
| 1                 | Sao Paolo Futuro - B                                     | Marcelo Tupinambá           | Mib Major  | Entrada dels Negres     |
|                   | Rondó 2                                                  | Darius Milhaud              | Mib Major  |                         |
| 2                 | Viola Cantadeira - B ((tanguinho/canção sertaneja; 1917) | Marcelo Tupinambá           | mi menor   | Entrada de les dones    |
| 2                 | Viola Cantadeira - A                                     | Marcelo Tupinambá           | Solb Major | Entrada de les dones    |
|                   | Rondó 3                                                  | Darius Milhaud              | Solb Major |                         |
| 3                 | Amor Avacalhado - A (tango;1918)                         | João de Souza Lima, Xon-Xon | fa# menor  | Entrada dels Homes      |
| 4                 | O Matuto - B (cateretê/canção cearense; 1918)            | Marcelo Tupinambá           |            |                         |
| 5                 | O Boi no Telhado - A (tango; 1918)                       | José Monteiro (Zé Boiadêro) |            |                         |
|                   | Rondo 4                                                  | Darius Milhaud              | La Major   |                         |
| 6                 | Ferramenta - A (tango; 1905)                             | Ernesto Nazareth            | La Major   |                         |
| 7                 | Olh’ Abacaxi! - A (samba; 1918)                          | F. Soriano Robert           | Sol Major  |                         |
| Secció 2          |                                                          |                             |            |                         |
|                   | Rondo 5                                                  | Darius Milhaud              |            |                         |
| 8                 | Gaúcho - A (corta-jaca; 1895)                            | Chiquinha Gonzaga           | sol menor  | Caiguda del Negre       |
| 9                 | Flor do Abacate - A (polka; 1915)                        | Álvaro Sandim               | Sib Major  | Dansa d'apostar         |
|                   | Rondo 6                                                  | Darius Milhaud              | Sib Major  | Dansa d'apostar         |
| 10                | Tristeza de Caboclo - A, B (tanguinho; 1919)             | Marcelo Tupinambá           | sib menor  | Tango de dues Dones     |
| 11                | Maricota, Sai da Chuva - A (tanguinho; 1917)             | Marcelo Tupinambá           | Reb Major  | Sirena de Policia       |
|                   | Rondo 7                                                  | Darius Milhaud              | Reb Major  |                         |
| 12                | Carioca - A (tango; 1913) Escovado - A                   | Ernesto Nazareth            | do# menor  | Entrada del Policia     |
| 13                | Carioca - A (tango; 1913) Escovado - A                   | Ernesto Nazareth            | Mi Major   | Entrada del Policia     |
|                   | Rondo 8                                                  | Darius Milhaud              | Mi Major   | Entrada del Policia     |
| 6                 | Ferramenta - A                                           | Ernesto Nazareth            | Mi Major   | Entrada del Policia     |
| 14                | Vals                                                     |                             |            | Ball del Policia        |
| Secció 3          |                                                          |                             |            |                         |
|                   | Rondo 9                                                  | Darius Milhaud              | Re Major   | Mort del Policia        |
| 15                | “La Mort du Policeman”                                   |                             | re menor   | Mort del Policia        |
| 16                | “Tanguinho meio choro”                                   |                             | re menor   | Mort del Policia        |
| 17                | Caboca di Caxangá (canção; 1913)                         | Catulo da Paixão Cearense   | Fa Major   | Dansa Negrillón         |
| 18                | Vamo Maruca, Vamo - B (samba; 1918)                      | Juca Castro                 | Fa Major   | Dansa Negrillón         |
|                   | Rondo 10                                                 | Darius Milhaud              | Fa Major   | Dansa Negrillón         |
| 5                 | O Matuto - A                                             | Marcelo Tupinambá           | fa menor   | Ball de Salomé          |
| 17                | Caboca di Caxangá                                        | Catulo da Paixão Cearense   | fa menor   | Ball de Salomé          |
| 19                | A Mulher do Bode - A (polka-tango; 1918)                 | Oswaldo Cardoso de Menezes  | Ab Major   | Ball de Salomé          |
| 20                | Urubu Subiu - A (desafio sertanejo; 1917)                |                             | Ab Major   | Ball de Salomé          |
| 18                | Vamo Maruca, Vamo-A                                      | Juca Castro                 | Ab Major   | Ball de Salomé          |
|                   | Rondo 11                                                 | Darius Milhaud              | Ab Major   | Ball de Salomé          |
| 21                | Tango Brasileiro - B (1890)                              | Alexandre Levy              | sol# menor | Ball de Salomé          |
| 22                | Que Sodade! (cena sertaneja; 1918)                       | Marcelo Tupinambá           | Si major   | Sortida                 |
|                   | Rondo 12                                                 | Darius Milhaud              | Si Major   | Sortida                 |
| 23                | Seu Amaro Quer - A (tango carnavalesco; 1918)            | F. Soriano Robert           | La Major   | Sortida                 |
| 24                | Sertanejo - C, A (tango/batuque-dança brasileira; 1919)  | Carlos Pagliuchi            | La Major   | Sortida                 |
| 25                | Para Todos - A (samba carnavalesco; 1919)                | Eduardo Souto               | La Major   | Sortida                 |
| Resum             |                                                          |                             |            |                         |
|                   | Rondo 13                                                 | Darius Milhaud              | La Major   |                         |
| 1                 | Sao Paulo -A                                             | Marcelo Tupinambá           | la menor   | Resurrecció del Policia |
| 26                | Galhofeira (No. 4 in Quatro peças líricas, op. 13; 1894) | Alberto Nepomuceno          | la menor   | Resurrecció del Policia |
| 1                 | Sao Paulo Futuro - B                                     | Marcelo Tupinambá           | Do Major   | Resurrecció del Policia |
|                   | Rondo 14                                                 | Darius Milhaud              | Do Major   | Resurrecció del Policia |
| 27                | Sou Batuta - Intro (tanguinho; 1919)                     | Marcelo Tupinambá           | Do Major   | Resurrecció del Policia |
| 21                | Tango Brasileiro - A                                     | Alexandre Levy              | Do Major   | Resurrecció del Policia |
| Coda              |                                                          |                             |            |                         |
|                   | Rondo 15                                                 | Darius Milhaud              | Do Major   | El Cambrer i l'addicció |
| 28                | Apanhei-te, Cavaquinho (polka; 1915)                     | Ernesto Nazareth            | Do Major   | El Cambrer i l'addicció |
| 21                | Tango Brasileiro - A                                     | Alexandre Levy              | Do Major   | El Cambrer i l'addicció |